# Schultz ABC
Le Schultz ABC était un planeur américain des années 1930 conçu par Arthur B. Schultz.

## Design et développement
L'ABC a été conçu pour participer à l'Eaton Design Contest de 1937 organisé conjointement avec les 8e championnats nationaux de vol à voile des États-Unis. Cette compétition était ouverte à toute nouvelle conception de planeur américain qui n'avait pas été pilotée lors d'un précédent championnat national. Les règles exigeaient que les dessins et les données d'analyse des contraintes soient présentés avec l'avion terminé. L'intention était que la conception gagnante soit mise à disposition sous forme de dessins et de kits pour la construction amateur et que l'approbation de conception du Bureau of Air Commerce (en) soit également obtenue
Les gagnants du concours et les prix en argent gagnés étaient:
- Premier - US$ 700 - ABC Sailplane, Arthur B. Schultz, designer
- Deuxième - 500 $ US - Ross RS-1 Zanonia (en), Harland Ross, concepteur
- Troisième - 300 $ US - Planeur utilitaire SGU 1-6,  Ernst et Paul Schweizer, concepteurs

L'ABC était un développement de l'ancien Midwest MU-1 (en) à envergure courte, il avait une aile en bois à deux longerons et un fuselage et une queue en tube d'acier recouverts de tissu.
L'ABC devait être disponible pour la construction en kit mais seulement quatre ont furent construits avant la Seconde Guerre mondiale. En 1942, un planeur a été utilisé avec la désignation TG-16 à l'école de formation de planeur USAAC à Mobile, Alabama.

## Opérateurs
États-Unis
- United States Army Air Corps

## Caractéristiques
- Equipage: 1
- Envergure: 48 ft 6 in (14,78 m)
- Surface allaire: 175 sq ft (16,36 m2)
- Poids à vide: 300 lb (136 kg)
- Poids brut: 470 lb (213 kg)

Performance
- Taux de chute: 167 ft/min (0,85 m/s)